# تشنذانق (شرقي أردبيل)
تشنذانق (بالفارسية: چنذانق) هي قرية تقع في إيران في أردبيل. يقدر عدد سكانها بـ 606 نسمة بحسب إحصاء 2016.